# 新加坡—盧安達關係
新加坡—盧安達关系（英語：Singapore-Rwanda Relations）是指新加坡和卢旺达的外交关系。两国於2005年3月18日建立大使级外交关系，此后双边关系友好顺利进展，卢旺达亦視新加坡為開發中國家的学习榜样。兩國都是大英國協的正式成員。

## 历史

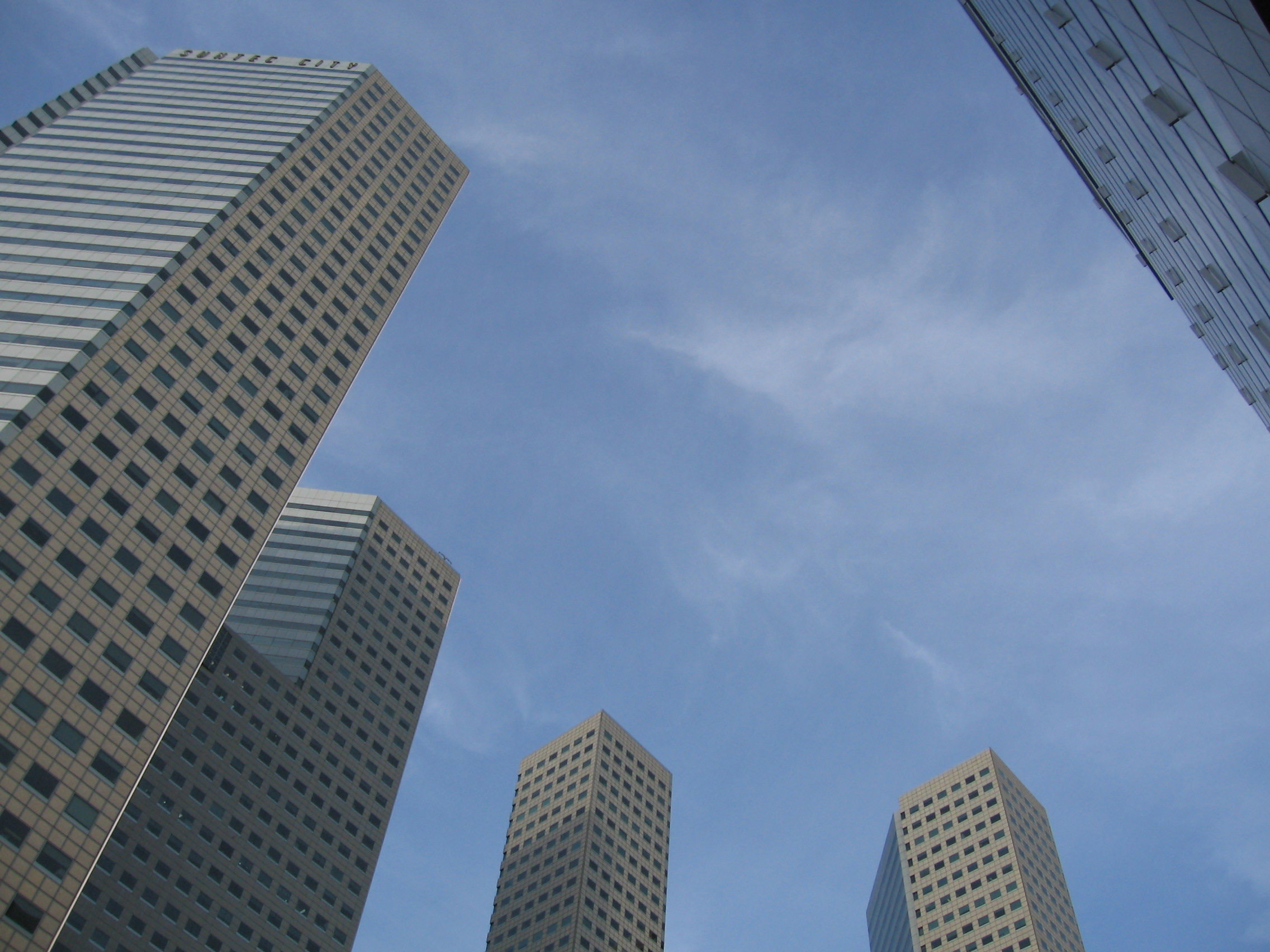
卢旺达驻新加坡高级专员公署所在的大厦

在两国尚未建交的1994年，新加坡理工学院的学生曾为在卢旺达内战中失去家园的难民提供人道主义援助。2005年3月16日，卢旺达外长穆里甘德出访新加坡，3月18日，他代表卢旺达政府與新加坡签署了建交公报，宣布两国建立大使级关系，卢旺达首任驻星大使亦於建交翌年到任。
2008年，卢旺达驻新加坡的大使馆开馆，之后随着该国加入英联邦而改为高级专员公署，并兼辖拥有外交关系但没有派驻常任高级专员的澳洲、纽西兰，而新加坡并没有常驻卢旺达的高级专员，但在本国外交部设有一个处理卢旺达事务的无任所高级专员。
保罗·卡加梅成为卢旺达总统後，致力于重建国家、恢复产业，颇为推崇新加坡的发展经验，也在2008年首次访问了新加坡，访星期间，他得到了新加坡总理李显龙的接见，並表示战胜困难、迎接机遇是卢旺达人和新加坡人共同面临的挑战，肯定了新加坡是卢旺达的榜样，其后，新加坡派便向卢旺达派出了教育、行政技术官员传授发展经验，卡加梅也成功借鉴了新加坡的一些发展经验整治环境、发展产业，增进国族认同，效果顯著，现今卢旺达首都基加利在綠化和環境衛生方面已有较大改善，且卢旺达也是面积狭小、资源匮乏的国家，在国情上多有类似新加坡之处，故卢旺达亦有“非洲新加坡”之美稱。卡加梅亦在2015年、2022年、2024年再度访问了新加坡。2022年6月，李显龙也出访了卢旺达，以参加共和联邦政府首脑会议，这次访问也开启了两国高层互访。

## 经济关系
新加坡是卢旺达在亚洲的重要贸易伙伴之一，两国建交以来，新加坡企业加强了对卢旺达的投资及经贸关系，亦与卢旺达签署了多项贸易投资合作协定，为两国经贸关系进一步加强提供了法理依据。據經濟複雜性研究中心統計，2023年，双边贸易总额達144万美元，其中新加坡向卢旺达出口了128万美元，主要出口电子产品，而卢旺达出口至星國的产品则以咖啡为最大宗，一些新加坡人也开始前往卢旺达创业，促进该国经济发展。